# 아르눌프 외베를란

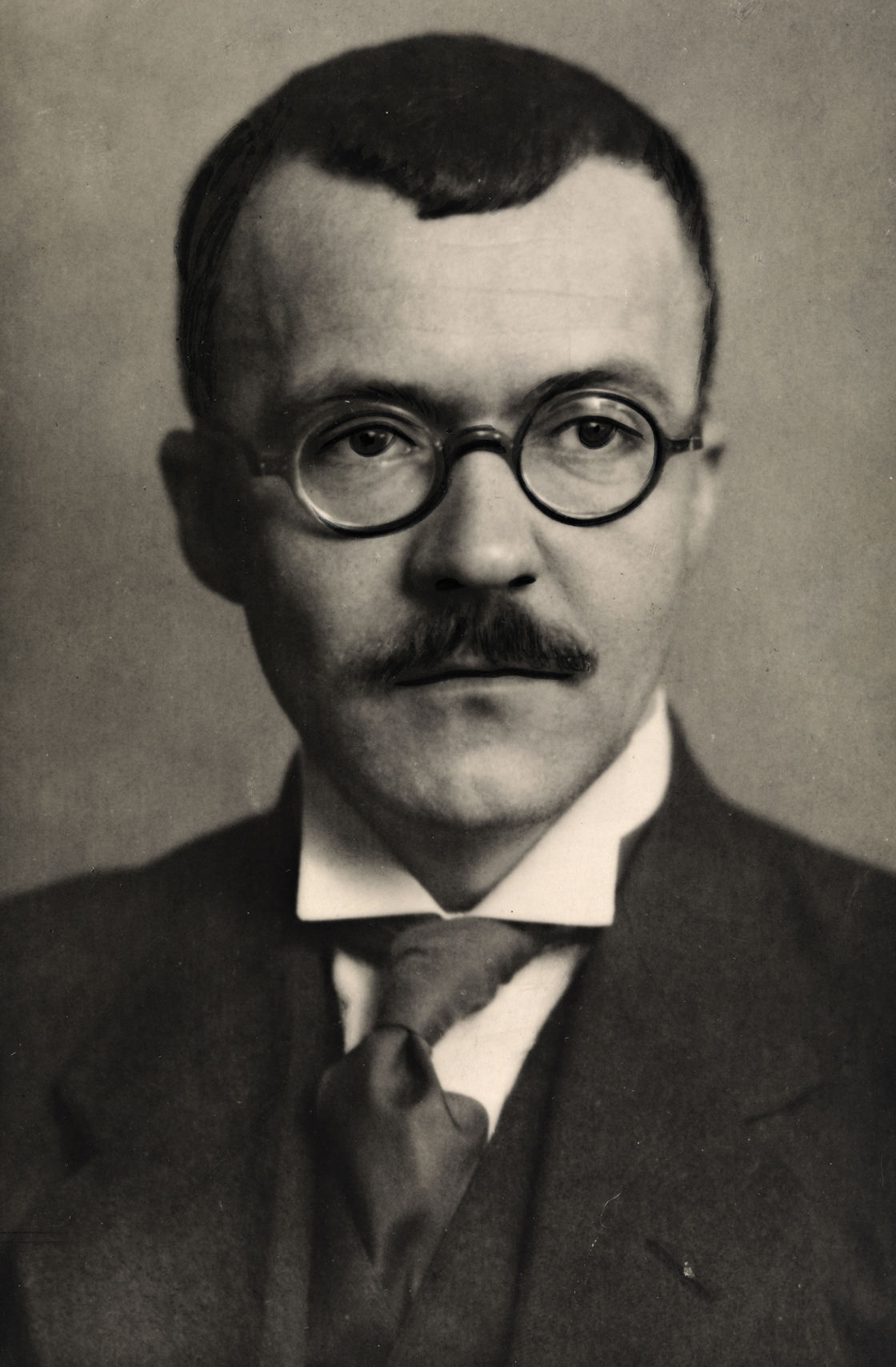
초상화

아르눌프 외베를란(Arnulf Øverland, 1889년 4월 27일 ~ 1968년 3월 25일)은 노르웨이의 시인이다.
초기의 시에는 독일문학의 영향이 강하고, 공허한 인생에 대한 고뇌라든가 개인활동의 자유 한계에 대한 불만들이 노래되고 있다. 제1차 세계대전 후에는 사회혁명가적인 경향이 강조되어 부르주아나 관료에 대해 공격했고 인인애(隣人愛)가 설명되어 있다. 제2차 세계대전 중에는 그때까지 혁명적 급진주의자였던 외베를란은 다시 전향하여 국민시인이 되어 휴머니즘에 입각한 애국심과 인간성 및 민족의 자유를 설명하여 전후에는 국가적 계관시인(桂冠詩人)으로서 수도 오슬로의 중앙부에 ‘그로틴’이라는 저택을 받았다.